# آتایفکا
آتایفکا (انگلیسی: Atayevka) یک شهرک در منطقه شهری اوفای جمهوری باشقیرستان در کشور روسیه است.